# Elliot Humberto Kavee

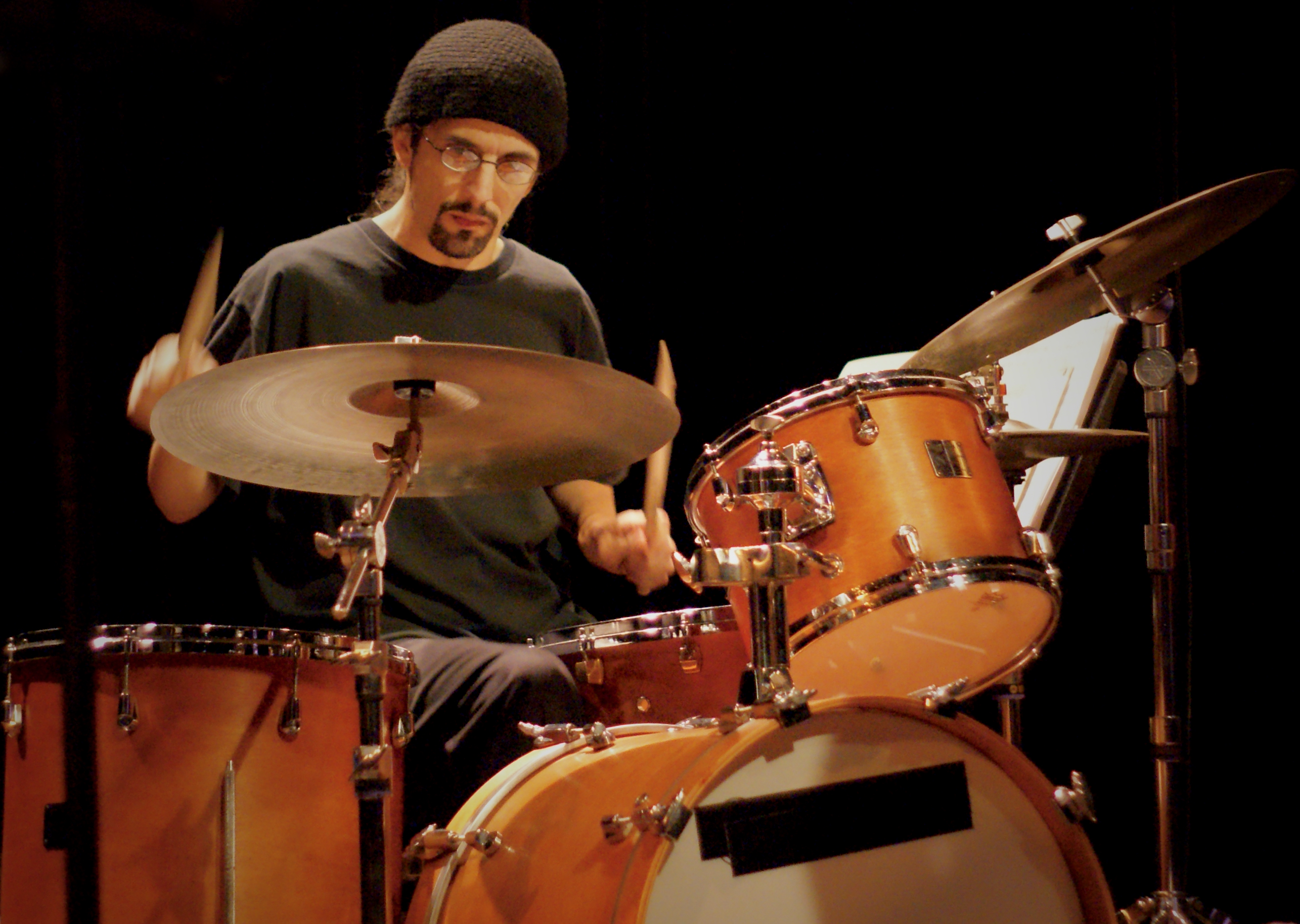
Elliot Kavee bei einemAuftrit mit Henry Threadgill & Zooid 2011

Elliot Humberto Kavee (* im 20. Jahrhundert) ist ein US-amerikanischer Jazz-Schlagzeuger und -Cellist, Komponist und Schauspieler.

## Leben und Wirken
Kavee ist Mitglied verschiedener Bands; so ist er neben dem Pianisten Vijay Iyer und dem Saxophonisten Aaron Stewart Co-Leader der Gruppe Fieldwork. Mit der Band von Omar Sosa unternahm er eine sechsjährige Welttournee und nahm vier Alben auf. Mit dem Saxophonisten Francis Wong nahm er mehr als ein Dutzend Alben auf, die mehrere Grammy-Nominierungen erhielten.
Daneben ist er Mitglied von Rudresh Mahanthappas Quartett, Henry Threadgills Zooid, der Gruppe Frame (mit Eric Crystal, Dave Macnab und Hillel Familant) und des Club Foot Orchestra und arbeitete als Sideman u. a. mit Joseph Jarman, Steve Coleman, Don Cherry, Cecil Taylor, Ben Goldberg, John Tchicai, Glenn Horiuchi, Elliott Sharp, Tim Berne und Jon Jang. Seit 1995 veröffentlichte er eine Reihe von Alben als Bandleader, die durchweg beim Label Eliasound erschienen.
Außerdem war Kavee als Schauspieler, Komponist, Autor und musikalischer Direktor Mitglied der San Francisco Mime Troupe; er erhielt hier den Drama-Logue Award. Er komponierte auch Film-, Fernseh- und Schauspielmusiken.

## Diskographie
- Lament of Absalom mit William Roper, Francis Wong, 1995
- Duets 1 mit Francis Wong, 1996
- elliot humberto kavee, Soloalbum, 1996
- Pariah mit Ben Goldberg, Francis Wong, 1997
- Eavesdroppin’ mit Graham Connah, Trevor Dunn, Rob Sudduth, 1997
- White House Tape, 1997
- elLIot kaVEe, 1997
- Sangre mit Ben Goldberg, Francis Wong, 1998
- Robert Is Fourty, 1998
- here's how it happened mit Nathan Hanson, 1999
- Live at The Internet Cafe, 1999
- Live in France, 1999
- Full Circle mit Francis Wong, Nathan Hanson, Trevor Dunn, 2000